# Joseph Dudley

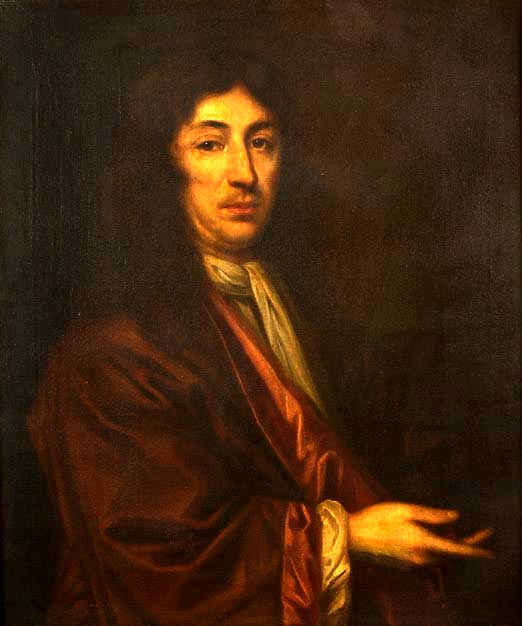
Dieses von Peter Lely erstellte Porträt zeigt höchstwahrscheinlich Joseph Dudley

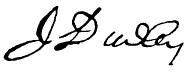
Unterschrift von Dudley

Joseph Dudley (* 23. September 1647 in Roxbury, Massachusetts Bay Colony; † 2. April 1720 in Roxbury, Province of Massachusetts Bay) war ein englischer Kolonialverwalter in Neuengland. Er war der Sohn eines der Gründer seiner Geburtsstadt und führte 1686 für einige Monate das Dominion of New England als Ratspräsident an, das im Rahmen des Aufstands in Boston 1689 zu Fall gebracht wurde. Später war er auch im Rat der Province of New York tätig. In New York saß er dem Gerichtsverfahren vor, in dem über Jacob Leisler und die von ihm initiierte und nach ihm benannte Leisler’s Rebellion verhandelt wurde. In den 1690er Jahren war er acht Jahre lang Vizegouverneur der Isle of Wight und zu Beginn des 18. Jahrhunderts für ein Jahr Abgeordneter des britischen Parlaments. 1702 wurde er zeitgleich zum Gouverneur der Province of Massachusetts Bay und der Province of New Hampshire bestimmt und übte diese Ämter bis 1715 aus.
Seine Amtszeit in Massachusetts war von Spannungen und Feindseligkeiten geprägt, da seine politischen Gegner seine Bemühungen boykottierten, ein geregeltes Einkommen zu erzielen und sich regelmäßig über sein offizielles Verhalten sowie sein Privatleben beschwerten. In diese Zeit fiel auch der Queen Anne’s War, in dem sich das Dominion im Krieg mit Neufrankreich befand und unter ständigen Angriffen der Franzosen und Indianer zu leiden hatte. Dudley unternahm 1707 zunächst einen erfolglosen Versuch, die akadische Hauptstadt Port Royal zu erobern, konnte jedoch 1710 einen weiteren Eroberungsversuch erfolgreich durchführen. 1711 führte er einen erfolglosen Angriff gegen Quebec City an.
Während Dudleys Amtsperiode bildeten sich feindselige Verhaltensmuster der Bevölkerung gegen die königliche Verwaltung von Massachusetts, die sich regelmäßig an der Bezahlung der Kolonialbeamten entzündeten. Diese Feindschaft richtete sich allerdings gegen die meisten der Gouverneure von Massachusetts bis zum Amerikanischen Unabhängigkeitskrieg; seine Amtszeit in New Hampshire verlief hingegen vergleichsweise unumstritten.

## Frühes Leben und erste politische Erfahrungen
Joseph Dudley wurde am 23. September 1647 in Roxbury, Massachusetts Bay Colony, geboren. Seine Eltern waren Katherine Deighton Hackburne Dudley und Thomas Dudley, einer der Gründer und Anführer der Kolonie. Bei seiner Geburt war sein Vater bereits 70 Jahre alt, so dass er von seiner Mutter und seinem Stiefvater John Allin aufgezogen wurde, den sie nach Thomas Dudleys Tod im Jahr 1653 geheiratet hatte.
Er erhielt 1665 einen Abschluss am Harvard College und wurde 1672 zu einem Freeman erklärt. Ab 1673 repräsentierte er Roxbury als Mitglied des Massachusetts General Court und wurde 1676 in den Kolonialrat gewählt. Mit dem Ausbruch des King Philip’s War 1675 begleitete Dudley die kolonialen Truppen in die Schlacht gegen die Indianer und war unter anderem in den sog. Great Swamp Fight involviert, in dem die Narraganset kriegsentscheidend zurückgeschlagen wurden. Er diente für mehrere Jahre als Kommissionsmitglied der New England Confederation und wurde auf verschiedene diplomatische Missionen zu den benachbarten Indianerstämmen entsandt. Als Diplomat verhandelte er als Teil eines größeren Komitees auch den Grenzverlauf zwischen Massachusetts und der benachbarten Plymouth Colony.

## Massachusetts

### Aufhebung der kolonialen Charta
Die Kolonialverwaltung, die bereits Anfang der 1660er Jahre zunehmend in den Fokus von Karl II. geraten war, stand in den späten 1670er Jahren ernsthaft unter Druck. Der 1676 nach Neuengland zur Eintreibung von Steuern und zur Durchsetzung der Navigationsakten entsandte Edward Randolph dokumentierte eine Reihe von Vorfällen und Problemen und trug diese dem Board of Trade in London vor.
Die Anführer in den Kolonien waren geteilter Ansicht darüber, wie auf diese Bedrohung zu reagieren sei. Dudley gehörte ebenso wie sein Schwager Simon Bradstreet und William Stoughton zu einer moderaten Fraktion, die auf die Forderungen des Königs eingehen wollte. Ihnen entgegen standen die Hardliner, die eine Einmischung der Krone in koloniale Angelegenheiten grundsätzlich ablehnten. Während die reicheren Landbesitzer die moderate Seite unterstützten, stimmten die offiziellen Repräsentanten eher mit den Hardlinern überein.
1677 wurde Dudley zum Mitglied der Ancient and Honorable Artillery Company of Massachusetts gewählt.
Im Jahr 1682 wurde Dudley gemeinsam mit John Richards nach London entsandt, um Massachusetts vor dem Board of Trade zu repräsentieren. Dudley führte ein vom Gouverneur von Plymouth Thomas Hinckley verfasstes Empfehlungsschreiben mit, das an den Kolonialsekretär William Blathwayt gerichtet war. Mit diesem konnte er eine gute Beziehung aufbauen, die später viel zu seinem Erfolg als Kolonialverwalter beitrug. Zugleich jedoch rief sie innerhalb der Kolonie Gerüchte über seine Motive und seine Fähigkeit, die Interessen von Massachusetts wirksam zu vertreten, hervor. Die Befugnisse der beiden Gesandten waren allerdings begrenzt, so dass das Board of Trade bei der Kolonialverwaltung darauf bestand, Richards und Dudley für die Verhandlungen über Modifikationen der kolonialen Charta zu autorisieren.
Die von den Hardlinern dominierte Kolonie wies diese Aufforderung jedoch zurück, was unmittelbar zu einer gerichtlichen Anordnung (englisch quo-warranto-writ) führte, die koloniale Charta zurückzugeben. Als Dudley diese Nachricht Ende 1683 nach Boston brachte, begann darüber eine aufgeheizte Debatte in der Legislative, in der die Hardliner, zu denen unter anderem der einflussreiche Pfarrer Increase Mather gehörte, sich erneut durchsetzen konnten. Insbesondere brandmarkten sie die Moderaten wie Dudley und Bradstreet als „Feinde der Kolonie“. Richards schlug sich auf die Seite der Hardliner, so dass sich die Aggressionen fokussiert auf Dudley richteten, was am Ende dazu führte, dass er nach den Wahlen zum Kolonialrat 1684 seines Amtes enthoben wurde.
Zudem gab es Anschuldigungen gegen ihn, dass er während seines Aufenthalts in London im Geheimen geplant habe, die Charta mit Blick auf seine persönlichen Vorteile annullieren zu lassen. Dudley hatte nach der Ausgabe der gerichtlichen Anordnung mit Edward Randolph über eine Ersatzregierung diskutiert, was als Beweis für seine Feindseligkeit gegenüber der aktuellen Führung der Kolonie und seine Arbeit entgegen seinem Auftrag als Repräsentant der Kolonie angesehen wurde. Randolph gelangte aufgrund der mit ihm geführten Gespräche zur Ansicht, dass der Verlust von Dudley bei den Wahlen diesen zu einem guten Diener der Krone machen würde. Daraus entstanden wiederum Gerüchte, dass Dudley zum Gouverneur ernannt und Randolph zu seinem Stellvertreter auswählen würde.
1684 wurde die Charta von Massachusetts für ungültig erklärt, und das Board of Trade arbeitete an Plänen zur Vereinigung aller Kolonien Neuenglands zu einer einzigen Provinz mit dem Namen Dominion of New England. Dieser Prozess war noch nicht abgeschlossen, als 1685 Jakob II. den englischen Thron bestieg. Es gab allerdings Schwierigkeiten bei der Besetzung der Kommission für den als Gouverneur vorgesehenen Edmund Andros, so dass Randolph einen Vorschlag für eine Übergangslösung machen musste. Er empfahl Dudley für diesen Posten, und so wurde dieser am 8. Oktober 1685 als Präsident des Rates von Neuengland eingesetzt. Zu den von seinen Befugnissen umfassten Gebieten zählten Massachusetts, New Hampshire, Maine und das Narragansett Country, das heute im südlichen Rhode Island liegt. Randolph erhielt eine Vielzahl von untergeordneten Posten, darunter den des Kolonialsekretärs, was ihm eine gewisse Macht in der Kolonie sicherte.

### Ratspräsident in Neuengland

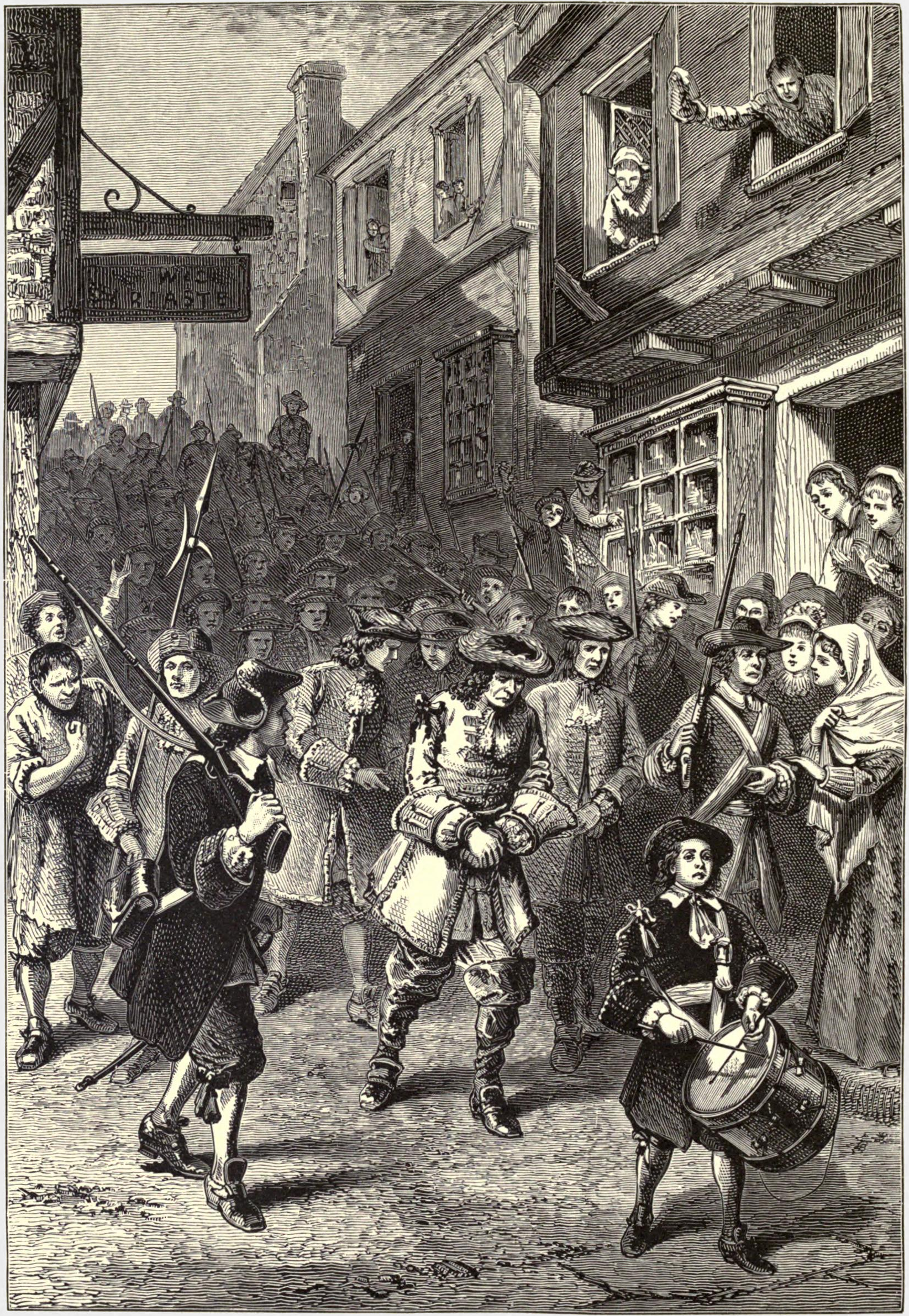
Diese Gravur zeigt die Verhaftung von Edmund Andros im Jahr 1689.

Randolph brachte die Charta, die Dudley zum neuen Ratspräsidenten ermächtigte, am 14. Mai 1686 nach Boston, und Dudley übernahm am 25. Mai offiziell die Amtsgeschäfte. Seine Regierungszeit begann jedoch glücklos, da einige in seinen Beraterkreis berufene Beamte die Aufnahme ihrer Arbeit verweigerten. Zudem konnte er sich nicht mit Increase Mather versöhnen, der sich weigerte, Dudleys Gesprächsangebote anzunehmen. Auch die Wahlen der kolonialen Militäroffiziere wurden beeinträchtigt, da viele von ihnen ihren Dienst verweigerten. Dudley musste daher Zwangsernennungen durchführen, in denen er die politisch Moderaten bevorzugte, die im Kampf um die alte Charta den Wünschen des Königs zugestimmt hatten. Er erneuerte die Verträge mit den Indianerstämmen im nördlichen Neuengland und reiste im Juni 1686 in das Narragansett Country, um sein Amt formal anzutreten.
Dudleys Arbeit wurde erheblich dadurch beeinträchtigt, dass er die Staatseinnahmen nicht erhöhen konnte, da sein Auftrag es ihm nicht erlaubte, neue Steuergesetze zu erlassen, und die alte Regierung von Massachusetts in Erwartung des Verlustes der Charta alle diesbezüglichen Gesetze bereits 1683 annulliert hatte. Darüber hinaus verweigerten viele Bürger die Zahlung der wenigen verbliebenen Steuern mit der Begründung, dass diese von der alten Regierung eingeführt worden waren und damit ungültig seien.
Dudley und Randolph versuchten zudem, die Church of England in der Kolonie zu etablieren, was jedoch aufgrund mangelnder Finanzierungsmöglichkeiten weitgehend fehlschlug. Sie setzten allerdings die Navigationsakten durch, wenngleich sie diese nicht buchstabengetreu einführten. Da sie erkannt hatten, dass einige Bestimmungen unfair waren, weil sie beispielsweise die mehrfache Zahlung von Steuern für ein und denselben Fall bedeuteten, wurden bestimmte Verstöße gegen die neuen Gesetze nicht geahndet. Sie empfahlen dem Board of Trade, die Gesetze entsprechend zu ändern, um sie der Realität anzupassen. Dennoch wurde die Wirtschaft von Massachusetts durch die Umsetzung der neuen Gesetze spürbar beeinträchtigt. Dudley und Randolph zerstritten sich schließlich über Fragen des Handels, der Verwaltung und der Religion; so schrieb Randolph: „Ich werde von Mr. Dudley schlechter behandelt als von Mr. Danforth“, und verglich Dudley damit unvorteilhaft mit einem der Hardliner.
Während Dudleys Amtszeit entschied das Board of Trade auf der Grundlage einer Petition von Dudleys Rat, die Kolonien Rhode Island und Connecticut in das Dominion zu integrieren. Edmund Andros, dessen Ernennungsurkunde im Juni herausgegeben wurde, erhielt einen Anhang zu seiner Vollmacht, die ihn zur Integration dieser Gebiete berechtigte.

### Tätigkeiten unter Gouverneur Andros

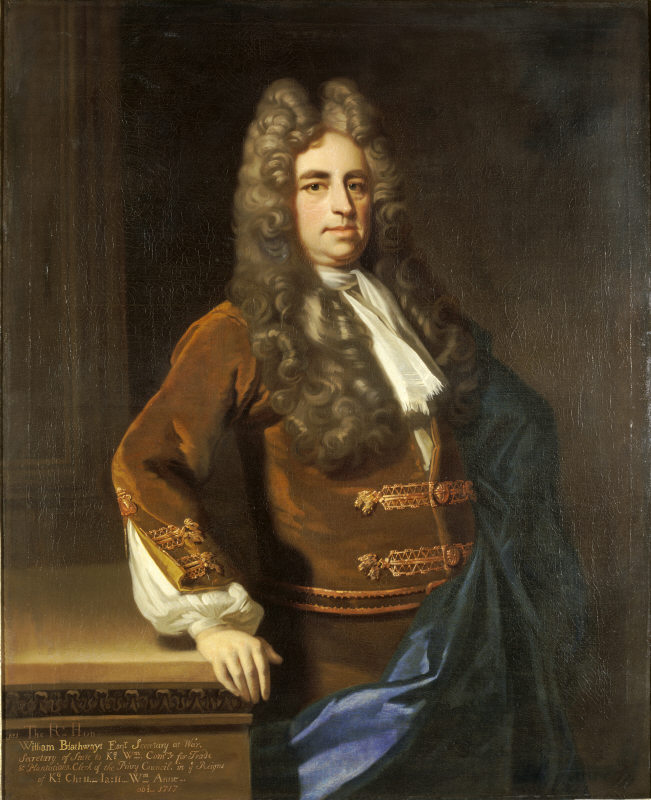
William Blathwayt unterstützte Dudleys Karriere nach dem Ende des Dominion.

Mit seiner Ankunft im Dezember 1686 übernahm Edmund Andros unmittelbar die Amtsgeschäfte. Dudley war Teil seines Beraterstabs, Richter am superior court und Zensor der Presse. Er war ebenfalls Mitglied des Komitees, das an einer Harmonisierung der Gesetzgebung im Dominion arbeitete, um die bisher unterschiedlichen Regelungen der ehemaligen Einzelkolonien zu vereinheitlichen.
Obwohl im Beraterkreis von Andros alle zum Dominion zusammengefassten Gebiete vertreten sein sollten, führten die großen Entfernungen und die damit verbundenen Reiseprobleme im Zusammenspiel mit fehlenden Reisekostenerstattungen durch die Regierung dazu, dass der Rat von Repräsentanten aus Boston und Plymouth dominiert wurde. Dudley und Randolph wurden allgemein als zentraler Bestandteil der „Tyrannei“ von Andros’ Regierung angesehen. So wurde Dudley aufgrund seiner Position als Richter fortwährend mit harscher Kritik und Beschwerden überhäuft, insbesondere als er unpopuläre Gesetze zu Steuern, Gemeindeversammlungen und Landbesitz durchsetzte, die Andros beschlossen hatte.
Als 1688 die ersten Nachrichten über die Glorious Revolution Massachusetts erreichten, sahen sich die Gegner von Andros bestätigt. Schließlich wurde er im Zuge eines Aufstands in Boston 1689 verhaftet. Dudley, der sich zu diesem Zeitpunkt nicht in der Stadt aufhielt, wurde bei seiner Rückkehr ebenfalls ins Gefängnis geworfen. Da er krank war, wurde er gegen Zahlung von 1000 £ (heute ca. 240.000 Pfund) in den Hausarrest entlassen; kurz darauf stürmte ein Mob sein Haus und brachte ihn ins Gefängnis zurück. Dort blieb er – teilweise zu seiner eigenen Sicherheit – für zehn Monate und wurde dann auf Geheiß von Wilhelm III. gemeinsam mit Andros und anderen ehemaligen hochrangigen Beamten des Dominion nach England zurückgeschickt. Die neue Kolonialführung formulierte Anklagen gegen Andros und Dudley, jedoch wollte kein kolonialer Repräsentant in London diese einem Gericht vortragen. Beide Männer wurden daher schließlich freigesprochen und aus der Haft entlassen. Dudley hatte unabhängig davon bereits an einer Verteidigung gegen die Anklagen gearbeitet, was vom Board of Trade als Demonstration seines Willens und seiner Fähigkeit angesehen wurde, die politischen Entscheidungen der britischen Krone umzusetzen.
Nach dem Abschluss dieser Vorgänge war Dudley in London gestrandet und verfügte dort nur über wenige Beziehungen. Er wandte sich daher an William Blathwayt und bat ihn um Unterstützung. Zugleich fragte er bei seinem Geschäftspartner Daniel Coxe nach einer neuen Arbeitsstelle an. Coxe war einer der Eigentümer von West Jersey und wollte Dudley dort als Vizegouverneur einsetzen. Schließlich wurde Dudley als Vorsitzender des Rates für den neuen Gouverneur von New York Henry Sloughter empfohlen und nahm die Stelle 1691 an.
Zusätzlich zu seinen Aufgaben im Rat verhandelte er mit den in New York lebenden Indianern und war vorsitzender Richter im Prozess von Jakob Leisler, der mit der nach ihm benannten Leisler’s Rebellion 1689 Andros’ Vizegouverneur Francis Nicholson gestürzt hatte. Die Gerichtsverhandlung war umstritten, und seine Rolle brachte Dudley viele Feinde ein. Leisler wurde des Hochverrats schuldig gesprochen und zum Tode verurteilt. Sloughter war zunächst gegen eine unmittelbare Exekution Leislers sowie dessen Schwiegersohn Jacob Milborne und wollte die Entscheidung darüber lieber dem König überlassen. Er änderte jedoch auf Druck der Gegner von Leisler in seinem Rat seine Meinung, so dass beide Männer am 16. Mai 1691 hingerichtet wurden. Cotton Mather behauptete, dass Dudley wesentlichen Einfluss auf die schnelle Durchführung der Exekution hatte, jedoch wurde dies vom Ratsmitglied Nicholas Bayard bestritten, der ebenfalls ein Gegner Leislers war.
Dudley verließ New York 1692 und kehrte nach Roxbury zurück, wo er seine alten Beziehungen mit politischen Freunden wie William Stoughton wieder aufnahm, der kurz zuvor zum Vizegouverneur unter Sir William Phips der mit einer neuen Charta gegründeten Province of Massachusetts Bay ernannt worden war.

## England

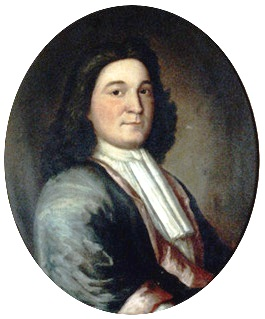
Dudley wollte Sir William Phips als Gouverneur von Massachusetts nachfolgen, was ihm jedoch verwehrt blieb.

Dudley kehrte 1693 nach England zurück und begann eine Serie von Intrigen, um wieder einen Posten in Neuengland zu erhalten. Er machte sich insbesondere beim religiösen Londoner Politik-Establishment beliebt, indem er offiziell der Church of England beitrat. Er gewann mit John Cutts einen persönlichen Förderer, der seine Ernennung zum Vizegouverneur der Isle of Wight, wo Cutts selbst Gouverneur war, durchsetzte. Dudley und Cutts halfen einander politisch, indem Cutts Dudleys Interessen in London und Dudley wiederum diejenigen von Cutts auf der Insel vertrat. Dies ging so weit, dass Dudley die Parlamentswahlen der Isle of Wight dahingehend fälschte, dass die von Cutts ausgewählten Kandidaten die Wahlen gewannen. Dadurch wurde Cutts auf der Insel extrem unbeliebt, konnte aber seine Amtszeit bis zu seinem Tod im Jahr 1707 fortsetzen. Dudley versuchte ebenfalls, Cutts bei bestimmten Finanzproblemen zu unterstützen, scheiterte aber bei dem Versuch, über eine Intrige von Cutts’ Schwiegervater das Recht auf Münzprägung in den Kolonien zu erlangen.
Das Hauptziel von Dudleys Intrigen bestand jedoch in der Absetzung von William Phips als Gouverneur von Massachusetts, was er auch nicht vor den kolonialen Repräsentanten in London geheim hielt. Der in Massachusetts unbeliebte Phips wurde nach England zurückgerufen, um auf eine Reihe von Anschuldigungen seiner politischen Gegner zu antworten. Dudley sorgte dafür, dass Phips bereits kurz nach seiner Ankunft verhaftet wurde, indem er übertrieben formulierte Anschuldigungen präsentierte, dass Phips Zolleinnahmen vor der Krone zurückgehalten habe. Phips starb im Februar 1695, bevor die Anklageschrift gegen ihn verlesen werden konnte, und Dudley war optimistisch, dass er zum nächsten Gouverneur ernannt werden würde.
Zu diesem Zeitpunkt vereinten sich jedoch seine Feinde in New York und Massachusetts, um dies zu verhindern. So befand sich Jakob Leislers Sohn in London und versuchte, die Enteignung der Grundstücke seines Vaters zurücknehmen zu lassen. Mit der Unterstützung von Constantine Phips, der Massachusetts in London repräsentierte, wurde ein entsprechender Antrag in das britische Parlament eingebracht. In der Debatte wurde auch die Gerichtsverhandlung über Jakob Leisler noch einmal begutachtet, und Dudley wurde vorgeladen, um seine Rolle darin zu erklären und zu verteidigen. Hinterher schrieb Phips an Cotton Mather: „[Dudley] ist eher nicht als Gouverneur im Gespräch.“ Als Nachfolger für William Phips wurde schließlich Lord Bellomont ernannt.
Cutts setzte sich davon unbeeindruckt weiterhin für Dudley ein und sorgte dafür, dass er 1701 zum Mitglied des House of Commons gewählt wurde, wo er den Bezirk Newtown vertrat. Diese Position ermöglichte es ihm, seine politischen Beziehungen in London weiter auszubauen. Er schaffte es zumindest zeitweise, seine Differenzen mit Constantine Phips und Cotton Mather beizulegen, und begann nach dem Tod von Bellomont im Jahr 1701, sich um das Amt des Gouverneurs von Massachusetts zu bewerben. Dieses Mal war er erfolgreich und wurde am 1. April 1702 von Königin Anne zum Gouverneur von Massachusetts und New Hampshire ernannt.

## Rückkehr nach Neuengland

### Gouverneur von Massachusetts und New Hampshire
Dudleys Amtszeit als Gouverneur dauerte bis 1715 und war – insbesondere zu Beginn – von regelmäßigen Auseinandersetzungen mit dem Massachusetts General Court geprägt. Dudley hatte die Vorgabe erhalten, ein reguläres Einkommen für den Gouverneursposten einzurichten, konnte dies aber – ebenso wie alle seine Nachfolger – in der Legislative der Provinz nicht durchsetzen, sodass es zu einem fortwährenden Streitthema zwischen den Repräsentanten der Krone auf der einen und denjenigen der Kolonie auf der anderen Seite wurde.
Dudley richtete seine Beschwerden in Form von Briefen nach London, in denen er Männer beklagte, die „weder die Krone noch die Regierung Englands lieben“. In einem weiteren Brief an seinen Sohn Paul, der zu diesem Zeitpunkt Generalstaatsanwalt der Provinz war, schrieb er: „Dieses Land ist es nicht wert, dass Anwälte und Gentlemen in ihm leben, bis seine Charta annulliert wird“. Dieser Brief gelangte an die Öffentlichkeit und führte zu einer Erstarkung seiner Gegner.
Dudley verärgerte zudem die mächtige Mather-Familie mit der Ernennung von John Leverett zum Präsidenten der Harvard-Universität anstelle von Cotton Mather. Zu seiner wachsenden Unbeliebtheit trug ebenfalls bei, dass er konsequent sein Veto gegen die Wahlen von Beratern und Sprechern des General Court einlegte, die sich 1689 gegen ihn gewandt hatten.
Im Gegensatz dazu war er in New Hampshire überaus beliebt; die dortige Legislative unterstützte ihn bei der Königin, nachdem die Beschwerden seiner politischen Gegner in Massachusetts bekannt geworden waren.

### Queen Anne’s War

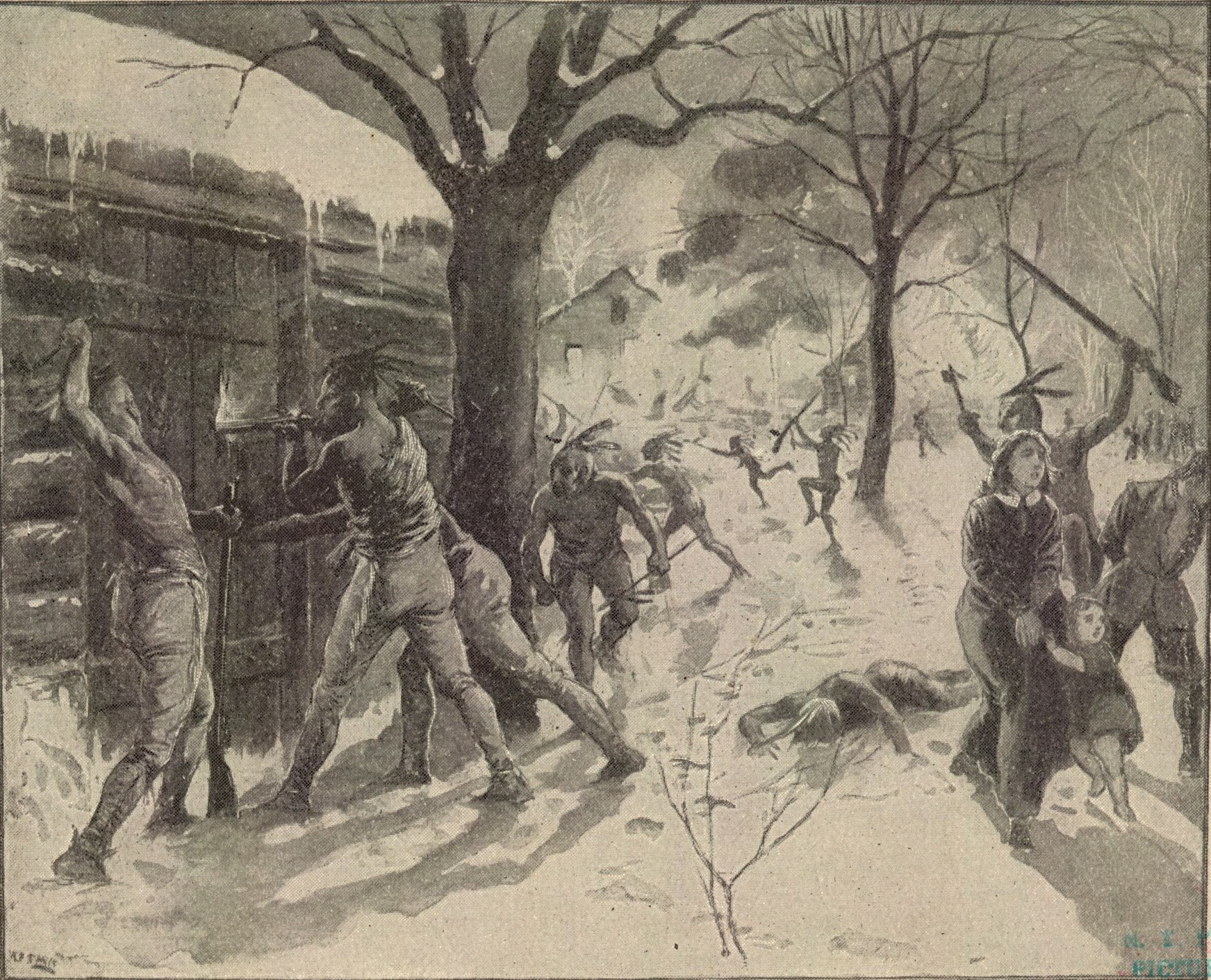
Darstellung des Deerfield-Massakers, 1704.

Während des Queen Anne’s War war Dudley für die koloniale Verteidigung zuständig. Er versuchte noch im Juni 1703, indianischen Feindseligkeiten durch ein gemeinsames Treffen an der Casco Bay zuvorzukommen, jedoch hatten die Franzosen die Indianer bereits in ihrem Sinne stark beeinflusst und gegen die Engländer aufgewiegelt, was schließlich im August 1703 aufgrund von indianischen Überfällen auf englische Siedlungen im südlichen Maine zum Kriegsausbruch führte. Dudley stellte Milizen auf und befestigte mit ihrer Hilfe die Grenzen von Massachusetts und New Hampshire vom Connecticut River bis in das südliche Maine. Die Franzosen überfielen im Februar 1704 gemeinsam mit den Indianern die englische Siedlung Deerfield, was als das Deerfield-Massaker in die Geschichte einging und die Bevölkerung nach Vergeltungsmaßnahmen rufen ließ. Dudley beauftragte daraufhin den Ranger Benjamin Church mit einem Vergeltungsschlag gegen akadische Siedlungen. Zugleich verhandelte er in einem langen Prozess mit den Franzosen über die Freilassung von Gefangenen aus Deerfield, die dies jedoch nur als Teil einer weitergehenden Vereinbarung akzeptieren wollten.
Vorwiegend weil Dudley sich weigerte, die Erlaubnis der Kirche für einen Angriff auf die akadische Hauptstadt Port Royal einzuholen, wurde er von Bostoner Kaufleuten und der Mather-Familie als Sympathisant von Schmugglern und Händlern, die illegale Geschäfte mit den Franzosen machten, angesehen. Er versuchte, dieser Kritik entgegenzuwirken, indem er 1707 einen Angriff der Milizen auf die Stadt befahl, der allerdings erfolglos endete. 1708 wurde in London eine Schrift mit dem Titel “The Deplorable State of New England by reason of a Covetous and Treacherous Governor and Pusillanimous Counsellors” (deutsch: „Der beklagenswerte Zustand von Neuengland aufgrund eines habgierigen und heimtückischen Gouverneurs und verzagten Beratern“) veröffentlicht, die seine Regierung mit schweren Vorwürfen konfrontierte und Teil einer am Ende nicht erfolgreichen Kampagne war, um ihn nach England abzuberufen.
Dudley stellte 1709 erneut Milizen für einen geplanten Feldzug gegen Quebec auf, jedoch wurden die aus England erwarteten Unterstützungstruppen nicht losgeschickt. 1710 erreichte schließlich britische Verstärkung die Provinz, und gemeinsam mit den Milizen griffen sie erneut Port Royal an, was zum Fall der Stadt und zur Gründung der Province of Nova Scotia führte. 1711 wurde von Boston aus der Angriff auf Quebec neu organisiert. Die mit den Provinzstreitkräften vereinten britischen Truppen scheiterten jedoch bereits auf der Anreise aufgrund eines schweren Schiffsunglücks auf dem Sankt-Lorenz-Strom am 22. August 1711, bei dem sieben Transportschiffe und ein Versorgungsschiff kenterten. Während des Kriegs autorisierte Dudley darüber hinaus Angriffe gegen die Abenaki im nördlichen Neuengland, die jedoch weitgehend ohne spürbare Auswirkungen blieben. Nach dem Fall von Port Royal ging die Zahl der Kampfhandlungen deutlich zurück, und mit dem Frieden von Utrecht wurde der Krieg 1713 beendet.
Im gleichen Jahr handelte Dudley einen separaten Frieden mit den Abenaki in Portsmouth aus. Mit dem Ziel, zumindest den westlichen Stamm der Kennebec vom Einfluss der Franzosen abzutrennen, verfolgte er in den Verhandlungen eine harte Linie und drohte unter anderem damit, den Handel mit für die Indianer überlebenswichtigen Gütern einzustellen. Obwohl der am Ende geschlossene Vertrag zum Frieden von Portsmouth die Hoheitsgewalt der Briten über die Abenaki festschrieb, gibt es Hinweise darauf, dass die daraus resultierenden Folgen den Unterhändlern der Abenaki nicht erklärt wurden und diese Gebietsansprüche der Briten in den Verhandlungen explizit zurückgewiesen hatten. Dudley stellte fest, dass es sich um Ländereien handelte, die England von den Franzosen als Teil von Akadien erobert hatte. Die Indianer erwiderten, dass es sich nach wie vor um Land der Abenaki handele und die Franzosen es ohne Rücksprache mit den Indianern nicht weitergeben könnten. Davon unbeeindruckt behandelten Dudley und seine Nachfolger die Abenaki als britisches Eigentum, was im Zusammenspiel mit der fortschreitenden Expansion der Briten nach Maine in den 1720er Jahren zum Dummers Krieg führte.

### Finanzprobleme und Ende der Amtszeit

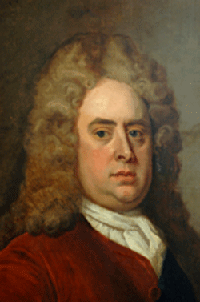
Jonathan Belcher, Gouverneur ab 1730, repräsentierte Dudleys Interessen in London.

Der Krieg verschlimmerte die Währungs- und Finanzprobleme in Massachusetts zusehends. Seit den 1690er Jahren hatte die Provinzregierung mit dem Massachusetts pound eine eigene Währung in großen Mengen herausgegeben, was insgesamt zu einer Abwertung im Vergleich zu anderen, auf Edelmetallen basierenden Währungen führte. Die Kolonisten waren darüber gespalten, wie man mit dieser Situation umgehen sollte, was bis in die 1760er Jahre hinein ungelöst blieb. Geschäftsleute, die sich Geld geliehen hatten, waren glücklich darüber, dass sie es später mit abgewerteter Währung zurückzahlen konnten, während die Kreditgeber Reformen zur Stabilisierung der Währung forderten. 1714 machten Dudleys Gegner den Vorschlag, dass eine neu zu gründende Landesbank – abgesichert durch die Besitztümer der eigenen Anteilseigner – 50.000 Pfund (heute ca. 9.750.000 Pfund) als Bargeld in den Markt geben solle. Dudley hingegen überzeugte die Legislative, diesen Betrag in Form von Kreditbriefen auszugeben. Dies sollte sich später als wesentliche Ursache seines politischen Niedergangs herausstellen.
Im Jahr 1713 durchgeführte Untersuchungen zeigten, dass die Grenzlinien zwischen Massachusetts und der Colony of Connecticut im 17. Jahrhundert fehlerhaft gezogen worden waren, weshalb nun Gebiete zu Massachusetts zählten, die eigentlich Connecticut zugewiesen worden waren. Dudley verhandelte mit dem Gouverneur Connecticuts Gurdon Saltonstall, dass Massachusetts diese Gebiete behalten konnte, Connecticut aber mit anderen Ländereien gleicher Größe entschädigte. Die als „equivalent lands“ bezeichneten Grundstücke umfassten mehr als 100.000 Acres (404,7 km²) und befanden sich auf beiden Seiten entlang des Connecticut River im heutigen nördlichen Massachusetts, südlichen Vermont und südwestlichen New Hampshire. Im April 1716 wurden diese Grundstücke versteigert, und Connecticut nutzte den Erlös zur Gründung des Yale College.
Sechs Monate nach dem Tod von Königin Anne 1714 liefen die königlichen Aufträge für Dudley und seinen Stellvertreter William Tailer aus. Der von seinen Gegnern dominierte Gouverneursrat nutzte diese Gelegenheit und übernahm am 14. Februar 1715 die Kontrolle. Dabei stützte er sich auf die Charta der Provinz, die ein solches Vorgehen für den Fall vorsah, dass weder der Gouverneur noch dessen Stellvertreter anwesend waren. Bereits sechs Wochen später erreichte die Kolonialregierung eine Nachricht aus England, nach der Dudleys Auftrag wenigstens temporär von Georg I. bestätigt worden war, so dass er am 21. März desselben Jahres wieder als Gouverneur eingesetzt wurde.
Seine politischen Gegner – insbesondere diejenigen, die eine Bargeldausgabe befürwortet hatten – waren jedoch in London sehr aktiv und konnten den König davon überzeugen, Elizeus Burges zum neuen Gouverneur zu ernennen. Dessen Ernennung wurde am 9. November 1715 in Boston bekanntgegeben und beendete den Auftrag von Dudley. Da Burges aber noch nicht in der Kolonie anwesend war, wurde der Vizegouverneur Tailer zum Anführer der Kolonie, dessen Auftrag erneuert worden war. Burges wurde von Jonathan Belcher und Jeremiah Dummer, dem Bruder von Dudleys Schwiegersohn William Dummer, bestochen, damit er seine Ernennung zum Gouverneur zurückwies, ohne England verlassen zu haben. Daraufhin wurde Samuel Shute mit der Regierungsführung beauftragt, der zusagte, keine Landesbank einzurichten. Mit seiner Ankunft im Oktober 1716 trat er sein Amt als neuer Gouverneur an und nahm William Dummer zu seinem Vizegouverneur.
Dudley zog sich in seinen Familiensitz in Roxbury zurück. Er beriet Gouverneur Shute inoffiziell und nahm einige öffentliche und private Funktionen wahr. Er starb am 2. April 1720 und wurde im Rahmen einer seiner Position angemessenen, prunkvollen Zeremonie neben seinem Vater auf dem Eliot Burying Ground in Roxbury beigesetzt.

## Familie und Erbe
1668 heiratete Dudley Rebecca Tyng, die ihn um zwei Jahre überlebte. Gemeinsam bekamen sie zwölf Kinder, von denen zehn das Erwachsenenalter erreichten. Sein Sohn Paul (1675–1751) war Massachusetts Attorney General und Oberster Richter der Provinz. Die Stadt Dudley wurde nach seinen Söhnen Paul und William benannt, die dort die ersten beiden Einwohner waren.
Dudley besaß am Ende seines Lebens viele Ländereien in Massachusetts, insbesondere in Roxbury und im heutigen Worcester County. Diese hatte er teilweise gemeinsam mit William Stoughton den Nipmuck abgekauft, teilweise hatte er sie als Anerkennung für seinen Vorschlag erhalten, französische Hugenotten anzusiedeln, die schließlich Teil von Oxford wurden. Dudley nutzte seine Position – vor allem als Präsident des Dominion und als Gouverneur der Provinz – regelmäßig dazu, dass die Rechte an Grundstücken, an denen er interessiert war, gerichtlich zum Erwerb freigegeben wurden. Von dieser Möglichkeit profitierten auch seine Freunde, Verwandte und Geschäftspartner.
Der Historiker John Palfrey schrieb über Dudley, dass er „hoch ausgeprägte intellektuelle Eigenschaften mit einer kriecherischen Seele“ vereinte und zu Beginn seiner Karriere politische Verbindungen knüpfte, um sein eigenes Fortkommen zu fördern. Er schlug Kapital aus den Beziehungen seiner Familie zur puritanischen Elite in Massachusetts, um Kontakte nach England zu bekommen, betrog diese jedoch, sobald es seinem Streben nach weiterer Macht nützte. Thomas Hutchinson, der später selbst Gouverneur war, schrieb über Dudley: „Er hatte so viele gute Tugenden, wie sie gemeinsam mit seinem großen Durst nach Anerkennung und Macht existieren konnten“. Sein Biograf Everett Kimball charakterisierte ihn als jemanden, der „abgesehen von seinen Launen viel Taktgefühl und Charme besaß, was es ihm – wenn alles andere nicht zum Erfolg führte – hin und wieder ermöglichte, einen Feind zu einem Freund zu machen“.